# Microregione di Lapa
Lapa è una microregione del Paraná in Brasile, appartenente alla mesoregione di Metropolitana de Curitiba.

## Comuni
È suddivisa in 2 comuni:
- Lapa
- Porto Amazonas